# AFTERMATH
『AFTERMATH』（アフターマス）は、日本の歌手沢田研二のバラード・ベスト・アルバム。1996年12月11日東芝EMI/イーストワールドよりリリース。

## 解説
1996年は沢田のデビュー30周年にあたり、過去作品の再発やアニバーサリー色の強いオリジナル・アルバム『愛まで待てない』など活発なリリース活動が行われた。この作品はそうしたリリースの一環で企画されたもので、沢田自身の選曲によるバラード・ベスト・アルバムとなっている。
ベスト・アルバムとは言いながら、選曲はトータルキャリアから成されたものではなく、主にCO-CóLO〜JAZZ MASTER期の作品から選ばれている。この時期の沢田の商業的な実績は決して芳しいものではなく、シングルA面曲はわずか2曲しか収録されておらず、この時期を知るファンにしか馴染みのないものばかりである。所謂「おなじみの大ヒット曲」は同時期に発売されたシングルコレクション『Royal Straight Flush 1971-1979』と『Royal Straight Flush 1980-1996』に収められており、本作はややマニア向けのベスト盤といえる。
なお、30周年のアニバーサリー企画は翌1997年まで続き、ビートナンバーを集めた、本作の姉妹盤といえるベスト・アルバム『Distortion Love』が発売されている。

## 収録曲
1. 月のギター
作詞:西尾佐栄子／作曲:NOBODY／編曲:吉田建
2. SPLEEN〜六月の風にゆれて〜
作詞:コシミハル／作曲:小林孝至／編曲:鶴来正基
3. 堕天使の羽音
作詞:西尾佐栄子／作曲・編曲:吉田建
4. AFTERMATH
作詞:沢田研二／作曲:SAKI&MATSUZAKI／編曲:吉田建
5. きわどい季節
作詞:阿久悠／作曲:加瀬邦彦／編曲:CO-CóLO
6. やさしく愛して
作詞・作曲:BORO／編曲:CO-CóLO
7. 絹の部屋
作詞:及川恒平／作曲・編曲:大野克夫
8. 君が泣くのを見た
作詞:松本一起／作曲・編曲:大野克夫
9. 坂道
作詞:覚和歌子／作曲:鈴木慶一／編曲:小林信吾
10. 月明かりなら眩しすぎない
作詞:覚和歌子／作曲:大野克夫／編曲:小林信吾
11. 明星-Venus-
作詞:沢田研二／作曲:石間秀機／編曲:CO-CóLO
12. さよならを待たせて
作詞:覚和歌子／作曲:八島順一／編曲:小林信吾
13. ルナ
作詞:尾上文／作曲:徳永英明／編曲:吉田建
14. 静かなまぼろし
作詞・作曲:松任谷由実／編曲:国吉良一
15. Don't be afraid to LOVE
作詞:沢田研二／作曲:平井夏美／編曲:吉田建

## 初出
1. 1990年アルバム『単純な永遠』収録
2. 1991年シングル、同年アルバム『PANORAMA』収録
3. 1989年アルバム『彼は眠れない』、1990年シングル「DOWN」c/w収録
4. 1993年アルバム『[REALLY LOVE YA!!』収録
5. 1987年シングル
6. 1987年シングル「きわどい季節」B面
7. 1985年アルバム『架空のオペラ』収録
8. 1985年アルバム『架空のオペラ』収録
9. 1992年アルバム『Beautiful World』収録
10. 1992年アルバム『Beautiful World』収録
11. 1987年アルバム『告白-CONFESSION-』収録
12. 1995年アルバム『Sur←』収録
13. 1989年アルバム『彼は眠れない』収録
14. 1989年アルバム『彼は眠れない』収録
15. 1991年アルバム『PANORAMA』収録